# Museo de Arte Moderno Jesús Soto

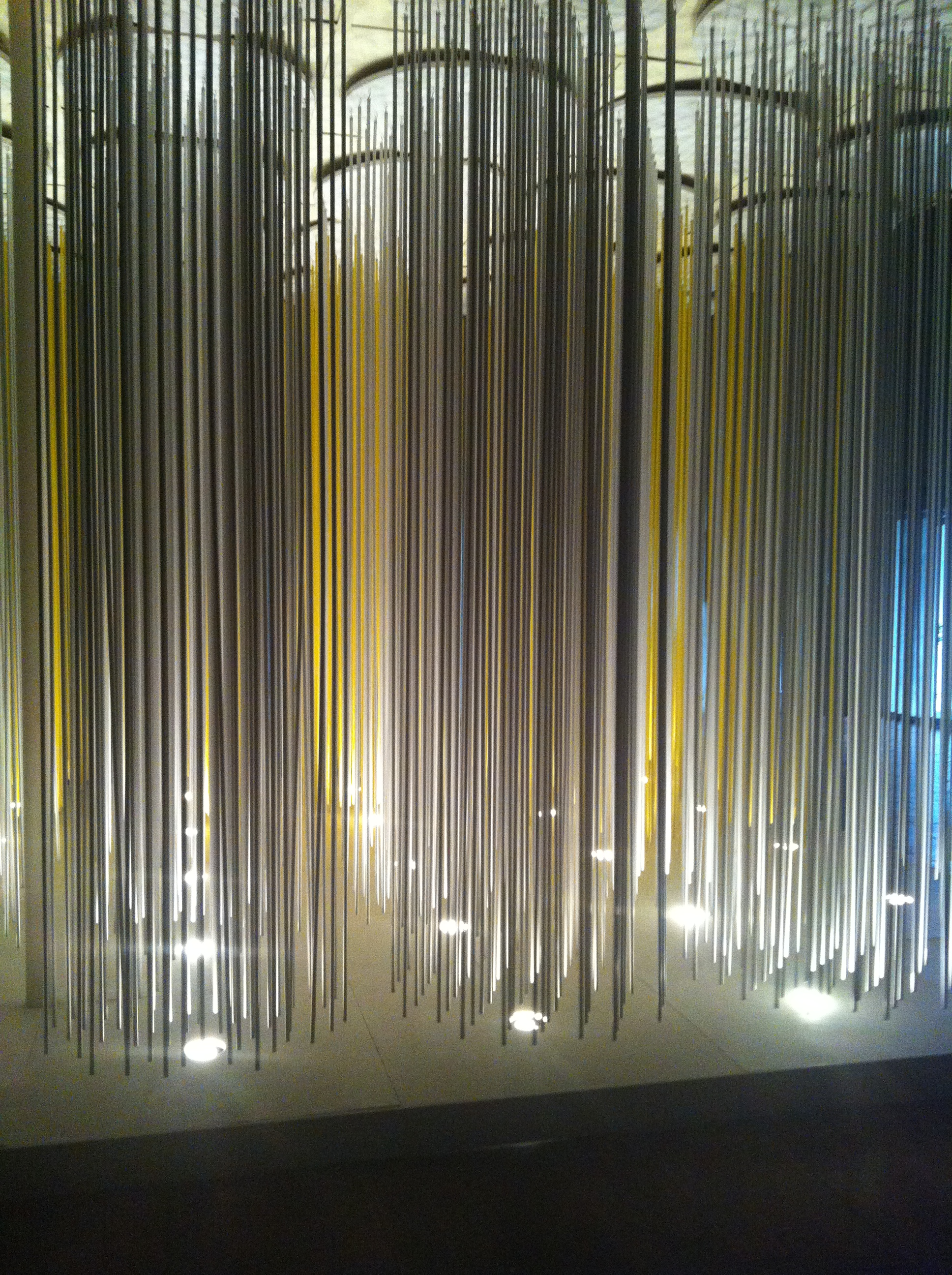
Obra en el Museo Jesús Soto, Ciudad Bolívar

El Museo de Arte Moderno Jesús Soto de Ciudad Bolívar, Venezuela, se encuentra ubicado en la Avenida Germania entre la ciudad histórica y la ciudad nueva. El museo nace por el deseo de este artista venezolano de promover el arte y la cultura en su tierra natal, donde para entonces no existían museos de este tipo ni galerías de arte; así que decide llevar a una de las ciudades de mayor tradición histórica en Venezuela, un museo vanguardista que tiene 700 obras de Jesús Soto y la de otros 130 artistas internacionales.

## Historia

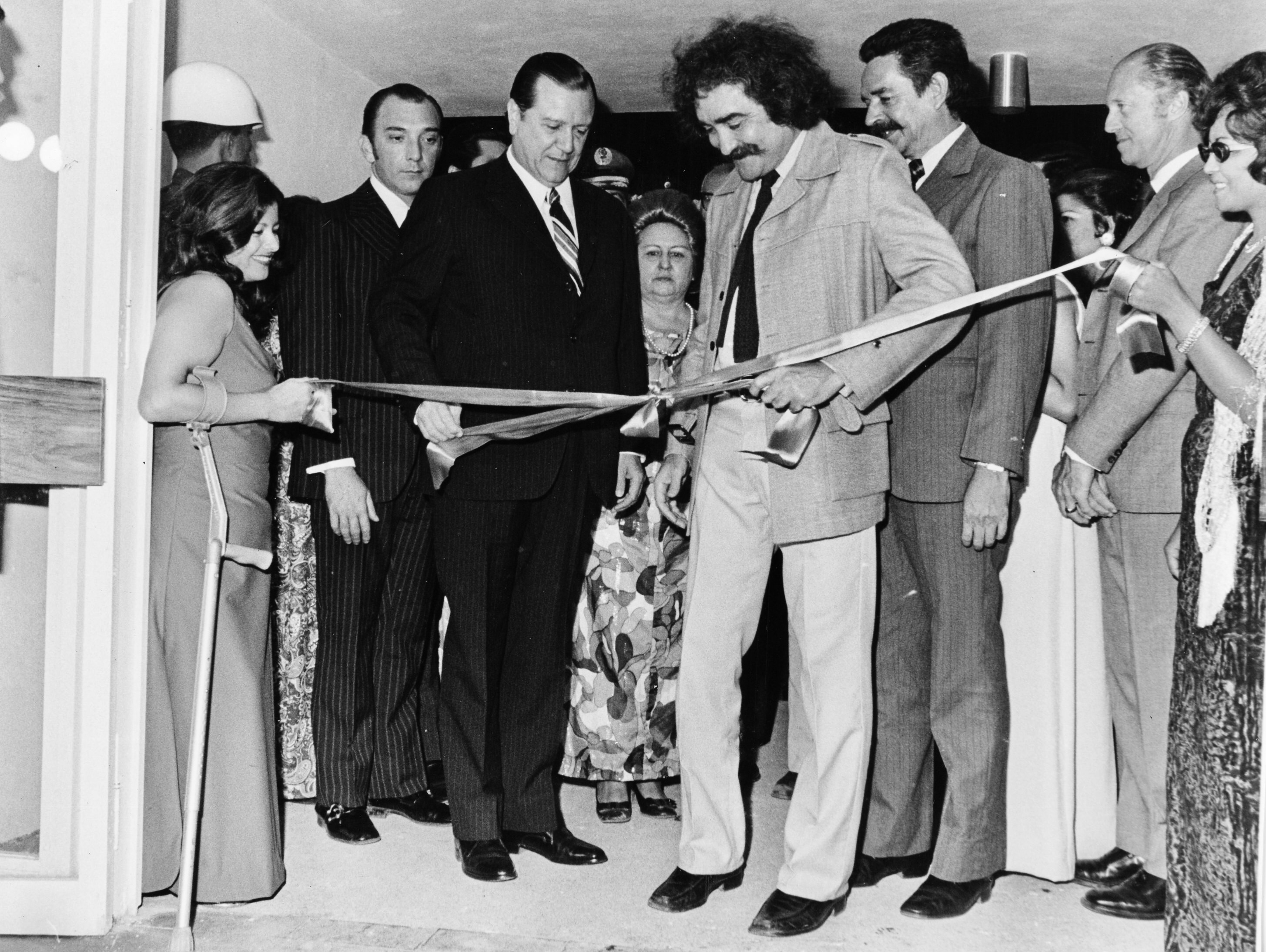
Inauguración del museo por parte del presidente Rafael Caldera, Jesús Soto y el gobernador del estado Bolívar, Manuel Garrido Mendoza.

El museo fue inaugurado por el presidente de la República, doctor Rafael Caldera, el 27 de agosto de 1973. El diseño del museo lo realiza en 1971 el arquitecto Carlos Raúl Villanueva, integrando dos espacios, el paisaje y el hombre, a través de siete salas con pinturas y obras además de dos jardines con esculturas.
En el museo se exhiben obras de la colección particular que pertenecieron a Soto durante los años 50 y 60 durante su estadía en Europa y también se pueden apreciar obras de tendencias artísticas como el estructuralismo, el neoplasticismo, el arte óptico, el cinético, monocromático, arte geométrico y arte concreto. Dos de las salas del museo son exclusivas para las creaciones del propio Jesús Soto y otro espacio no incluido dentro de las salas se utilizar para la realización de talleres y otras actividades como centro de informática y cine.
En algunas de las obras del museo se intenta que el espectador forme parte de las propuestas artísticas, como los penetrables del Maestro Soto y las estructuras metálicas móviles al detectar la presencia de visitantes varían sus formas. El museo recibe un promedio de 40.000 visitantes por año.
El museo cuenta en al actualidad con 700 obras de artistas nacionales e internacionales del siglo XX. En esa colección se encuentra representada la Vanguardia histórica rusa, el Neoplasticismo, la abstracción geométrica, el arte concreto, monocromo, cinético, óptico, programado, sistemático y experimental.
Además de obras de arte el lugar también se destaca por dar exposiciones culturales, películas (denominado como Cinemasoto) y clases particulares de yoga y música. 
Desde 2014 el museo cuenta con un recorrido virtual dentro del Museo con la implementación de un novedoso software que permite una interfaz panorámica de 360 grados a través de museojesussoto.com.

## Inauguración del Museo Jesús Soto

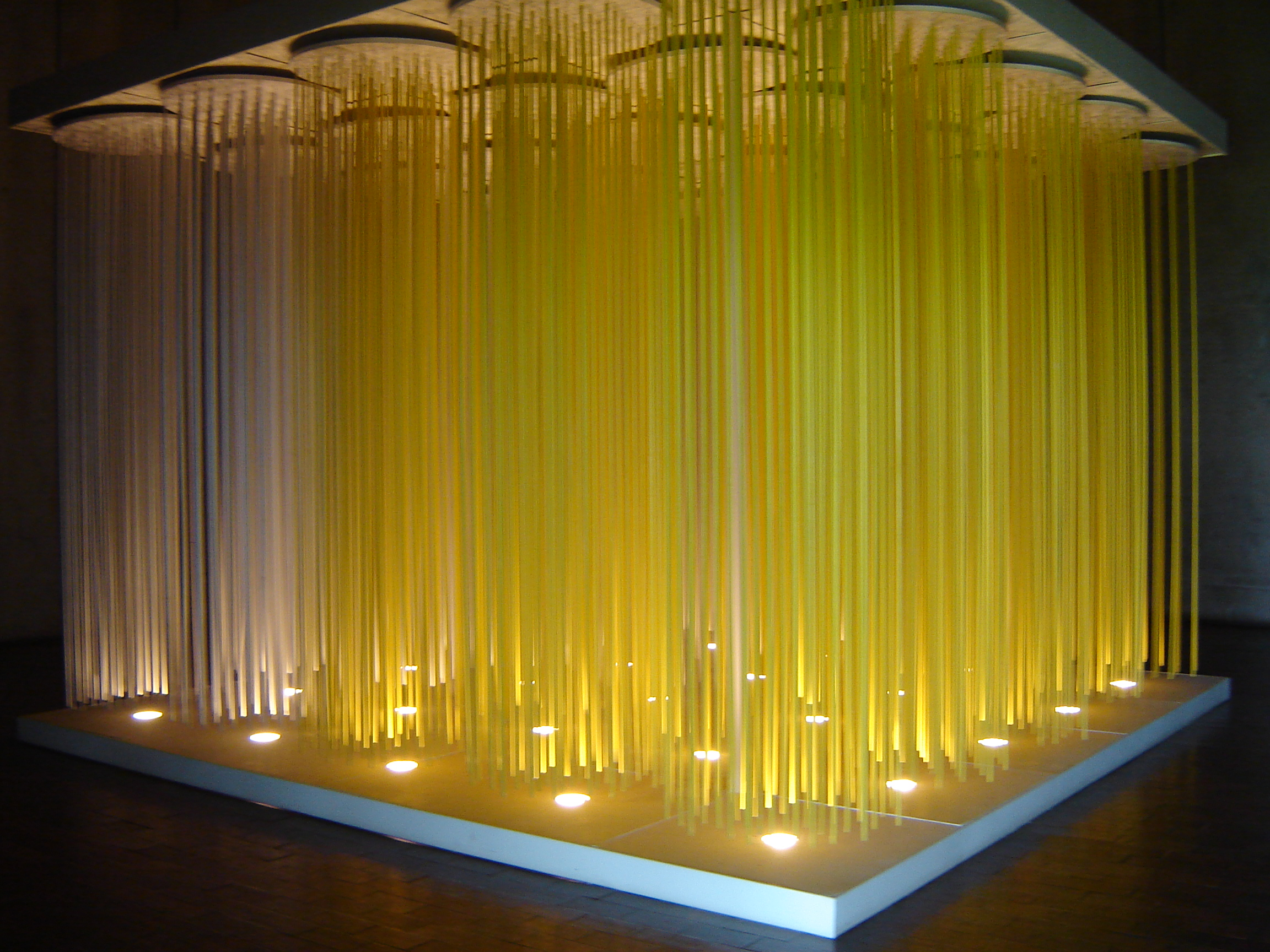
Obra de Jesús Soto: Escultura en Movimiento.

El 25 de agosto de 1973 fue inaugurado por el presidente de la República, el doctor Rafael Caldera, el Museo de Arte Moderno de la Fundación Jesús Soto de Ciudad Bolívar. La obra, aunque fue decretada por el gobernador Carlos Eduardo Oxford-Arias, su construcción total se hizo bajo la administración del arquitecto Manuel Garrido Mendoza, alumno del arquitecto Carlos Raúl Villanueva, proyectista de la obra,
Costó 1 millón 300 mil bolívares y fue abierto con importantes obras de arte donadas por Soto en calidad de comodato y cuyo valor entonces se estimaba en 2 millones 500 mil dólares. El maestro Antonio Estévez integró su creatividad musical con una obra titulada Microvibrafonía Múltiple, compuesta en seis partes, una para cada sala del museo.
El discurso en el acto de inauguración del Museo en 1973 y al que asistieron notables personalidades del mundo artístico e intelectual nacional como internacional, estuvo a cargo de Alfredo Boulton, quien presentó al Museo como «un desafío a lo sedentario y arcaico… un grito en la plaza pública para gente joven de espíritu que quiera lanzarse a su propia y suprema aventura creadora».
Caldera, quien en esa ocasión recibió el Collar de Angostura al igual que Soto la Orden Andrés Bello, encontró en la obra de Soto como en la de los demás expositores «una capacidad ilimitada de creación en pleno desarrollo» mientras Carlos Cruz Díez comparó la existencia del Museo con un detonante en un país donde la noción del mundo se define por las consignas del partido.
El Museo administrado por una Fundación creada por el Gobierno Regional y presidida por Soto, se inició bajo la dirección de Armando Gil Linares, quien meses antes se había ganado el primer premio del Salón Alejandro Otero de la Casa de la Cultura. La primera directiva de la Fundación estaba integrada, además de Soto como presidente, por Alfredo Boulton en calidad de vicepresidente; Carlos Raúl Villanueva, Guillermo Meneses,  Miguel Arroyo, Hans Neumann, Miguel Otero Silva, Simón Alberto Consalvi, Luis Pastori, Silvia Boulton de Ellis, María Teresa Castillo, Margot de Villanueva, Sofía Imber, Narciso Debourg, Lourdes Blanco de Arroyo y Ángel Ramón Giugni.